# František Bořek-Dohalský
František Bořek Dohalský z Dohalic (5. října 1887 Přívozec – 3. ledna 1951 Praha), byl český šlechtic, člen protinacistického odboje a československý velvyslanec v Rakousku.

## Život
Byl hrabětem z rodu Dohalských, jejichž kořeny sahají až do 15. století. Jeho rodiči byli František Karel Bořek-Dohalský (1843–1925) a Ludovika, rozená d’Hoop (1863–1920).

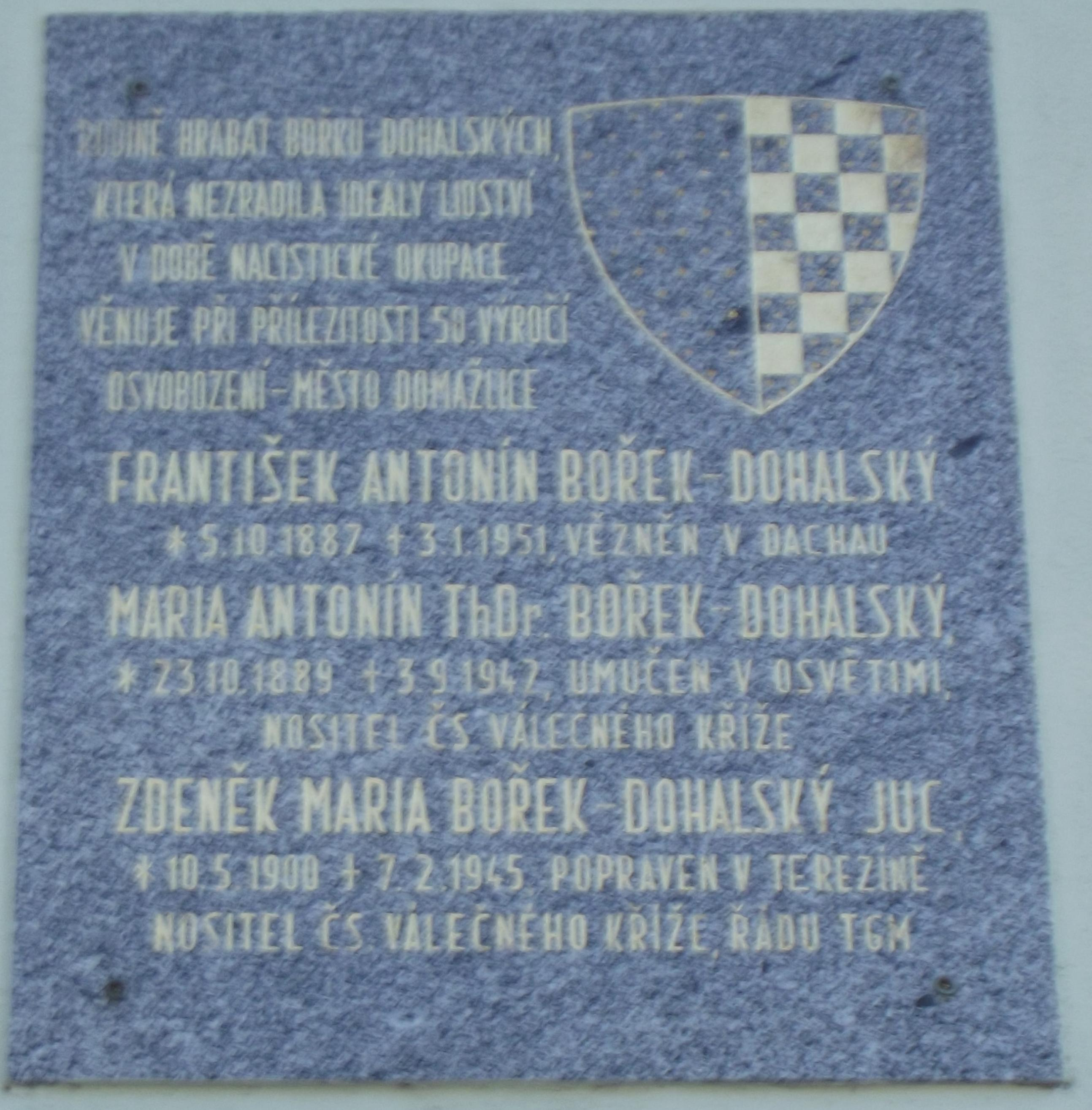
Pamětní deska rodině Dohalských v Domažlicích

Působil jako diplomat na velvyslanectví v Londýně a poté jako legační rada ve Vídni. V září 1939 byl signatářem Národnostního prohlášení české šlechty. V období okupace se bratři Dohalští zapojili do domácího odboje. V neděli 5. června 1942 byl však František v bytě ve Štěpánské zatčen gestapem a poté vězněn na Pankráci, v Terezíně a v Dachau. Věznění nacisty zlomilo Františkovi zdraví. Po válce byl československým vyslancem ve Vídni. Závěrečným otřesem, ze kterého se již nevzpamatoval, bylo zatčení jeho syna Jiřího, odborového rady Kanceláře prezidenta republiky, StB v červenci 1950. Zemřel 3. ledna 1951 v Praze.

## Rodina
Byl dvakrát ženat. Poprvé 19. listopadu 1912 v Praze s Miladou Krafferovou (dcera Gustava Kraffera a Jany Kubešové, narozena 24. května 1892 v Hradci Králové, zemřela 30. října 1919 v Domažlicích). Spolu měli syny Jiřího (18. února 1914 Domažlice – 27. 10. 1990 Lysá nad Labem) a Miroslava (září 1918 Domažlice – květen 1919 Domažlice). Po smrti manželky Milady se František oženil podruhé 2. července 1927 v Praze s Věrou Baxantovou (dcera Karla Baxanta a Ludmily Etrichové, narozena 25. dubna 1896 v Kyjevě, zemřela 23. září 1966 v Praze).
Syn Jiří Bořek-Dohalský strávil ve vězení z politických důvodů 10 let. V té době se jeho manželka Josefa (dcera Ericha Thurn-Taxise a Gabriely, hraběnky Kinské) s jejich čtyřmi syny (Jiří, Václav, Antonín a Zdeněk) přestěhovala do Lysé nad Labem, do zahradnického domku vedle zámku, který do roku 1938 patřil rodu Kinských. Zde Josefa a Jiří v říjnu 1990 také zemřeli. V domku žil až do své smrti 12. listopadu 2017 jejich syn Antonín Bořek Dohalský.